# 常楽寺 (湖南市)

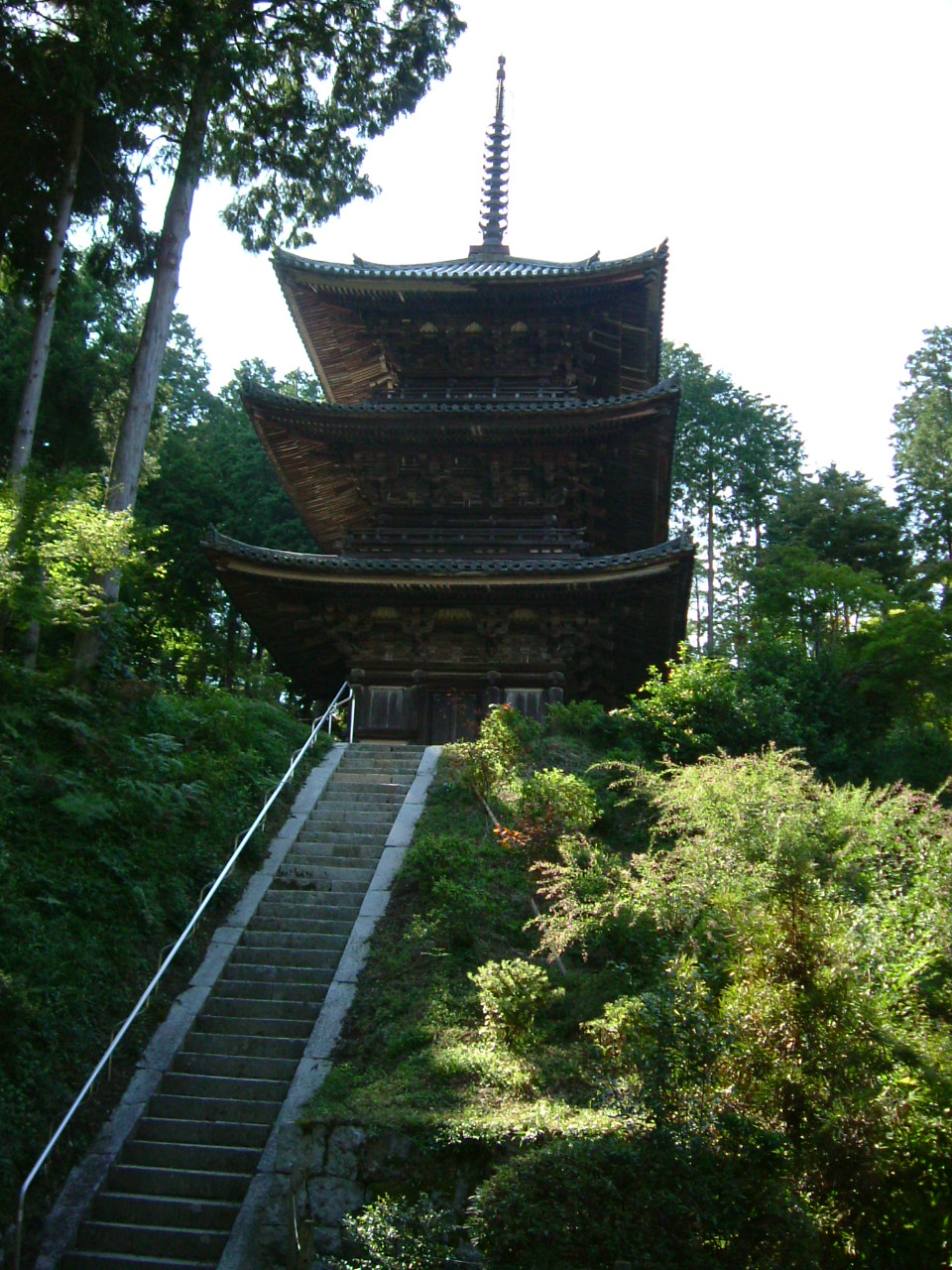
三重塔（国宝）

常楽寺（じょうらくじ）は、滋賀県湖南市西寺にある天台宗系単立の寺院。山号は阿星山（）。本尊は千手観音。
同じ湖南市に所在する長寿寺の「東寺（）」に対して、「西寺（）」と呼ばれている。長寿寺、善水寺とともに湖南三山の1つに数えられる。1月中旬には祭事の鬼ばしりが行われる。近江西国三十三箇所観音霊場第1番札所。

## 歴史
創建の時期および事情については、史料が乏しく定かでない。寺伝では、和銅年間（708年 - 715年）に元明天皇の勅願により良弁によって創建されたとする。また長寿寺同様に紫香楽宮の鬼門を封じていたともいう。
延暦年間（782年 - 806年）に天台宗に改められ、平安時代から鎌倉時代にかけては長寿寺とともに歴代天皇の尊崇が厚く、阿星山五千坊と呼ばれるほどの天台仏教園を形成した。
延文5年（1360年）に火災によって伽藍が全焼するが、同年のうちに観慶らによって再興される。
元亀2年（1571年）6月から9月にかけて織田信長に反抗して野洲郡金森（現・守山市）に一向一揆勢が集結した際には、信長配下の佐久間信盛が当寺に本陣を置いた。また、常楽寺にあった宝徳4年（1452年）に建てられた仁王門は、豊臣秀吉により伏見城へ移築され、次いで慶長6年（1601年）に徳川家康によって園城寺（三井寺）へ再び移築され、園城寺の大門（重要文化財）となっている。
明治時代の神仏分離によって当寺の鎮守社であった三聖神社が独立している。
2022年（令和4年）に天台宗より離脱し、単立寺院となる。

## 境内
- 本堂（国宝） - 南北朝時代の延文5年（1360年）再建。木造入母屋造檜皮葺、桁行七間、梁間六間。
- 三重塔（国宝） - 応永7年（1400年）再建。三間塔婆本瓦葺。
- 鐘楼
- 行者堂
- 普賢堂
- 薬師堂
- 西国三十三所石仏群
- 庫裏

## 文化財

### 国宝
- 本堂 附：厨子 1基
- 三重塔 附：丸瓦及び平瓦 各1個

### 重要文化財
- 絹本著色浄土曼荼羅図 - 伝僧源信筆。京都国立博物館寄託。
- 絹本著色仏涅槃図 - 京都国立博物館寄託。
- 木造釈迦如来坐像
- 木造二十八部衆立像 28躯 - 風神・雷神像を含めて28躯からなる。うち2躯は盗難に遭い所在不明[2]。
- 木造千手観音坐像 - 本尊。
- 錫杖 1柄
- 金銅飲食器（おんじきき） 1口・銅飲食器（脚欠） 1口・金銅火舎 1口
- 石燈籠 応永十三年銘
- 常楽寺勧進状 3巻 附：銅仏餉器

### 重要美術品
- 絹本著色釈迦如来及四天王像

## 前後の札所
近江西国三十三観音霊場
1 常楽寺　-　2 東門院
びわ湖百八霊場
94 正福寺　-　95 常楽寺　-　96 阿弥陀寺

## 所在地
- 〒520-3121 滋賀県湖南市西寺6丁目5-1

## アクセス

### 公共交通機関
- JR草津線石部駅より湖南市コミュニティバスで西寺停留所下車、徒歩4分。

### 自動車
- 名神高速道路栗東ICより約15分。

駐車場
- 普通車30台、大型車5台

## 拝観情報
- 開門時間 - 10時から16時（閉門30分前に受付終了。秋の特別公開時は9時から開門。）
- 拝観料 - 大人600円、高校生・中学生300円（小学生以下は無料）

（※秋の特別公開時以外は事前予約が必要）

## 周辺
- 長寿寺
- 白山神社
- 臥龍の森 - 森林浴の森100選
- 石部宿場の里
- 東海道石部宿歴史民俗資料館
- 吉御子神社